# Bruno Frick
Bruno Frick (Wittenbach, 31 mei 1953) was een Zwitsers advocaat, notaris en politicus voor de Christendemocratische Volkspartij (CVP/PDC) uit het kanton Schwyz.

## Biografie

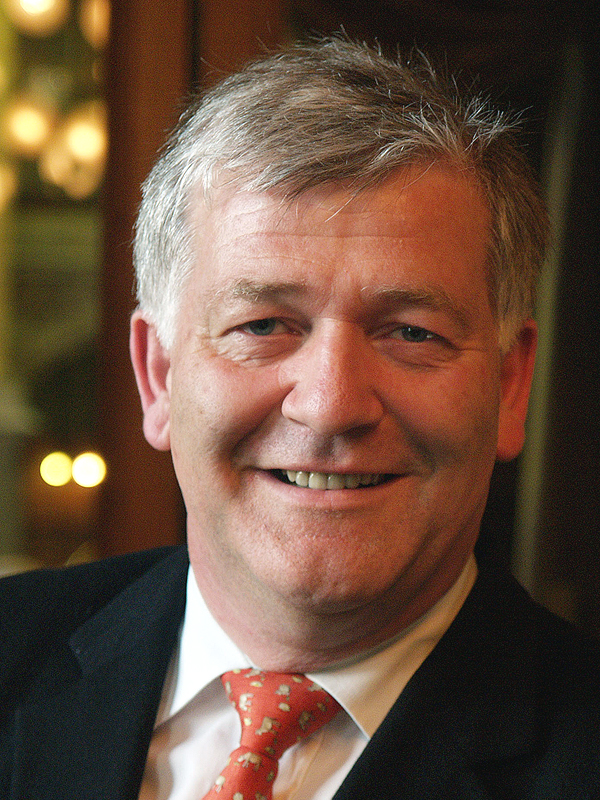
Bruno Frick.

Bruno Frick studeerde rechten aan de Universiteit van Zürich. In 1978 behaalde hij zijn diploma. Van 1988 tot 1991 was hij lid van de Kantonsraad van Schwyz. Van 25 november 1991 tot 4 december 2011 zetelde hij in de Kantonsraad, waarvan hij van 29 november 2004 tot 27 november 2005 voorzitter was. Van september 2004 tot februari 2008 was hij vicevoorzitter van zijn partij.

## Trivia
- In het Zwitserse leger had hij de graad van kolonel. Hij was van 1999 tot 2001 lid van het état-major.